# Otmar Pellegrini
Otmar Pellegrini (* 14. Mai 1949 in Pavón Arriba) ist ein ehemaliger argentinischer Fußballspieler.

## Karriere
Der Stürmer verbrachte seine ersten fußballerischen Jahre bei verschiedenen Vereinen in Argentinien, bis er 1972 nach Frankreich zum Olympique Avignon ging. Während der Saison 1974/75 wechselte er in die deutsche 2. Bundesliga zu den Stuttgarter Kickers. Doch bereits zu Saisonende kehrte er wieder in sein Heimatland, zu Rosario Central, zurück und war danach noch für Deportivo Barranquilla Junior in Kolumbien sowie für drei Vereine in Frankreich aktiv.
Von 1990 bis 1991 war der Argentinier als Trainer beim FC Sète tätig.